# Ortensia Farnese

Stemma Farnese

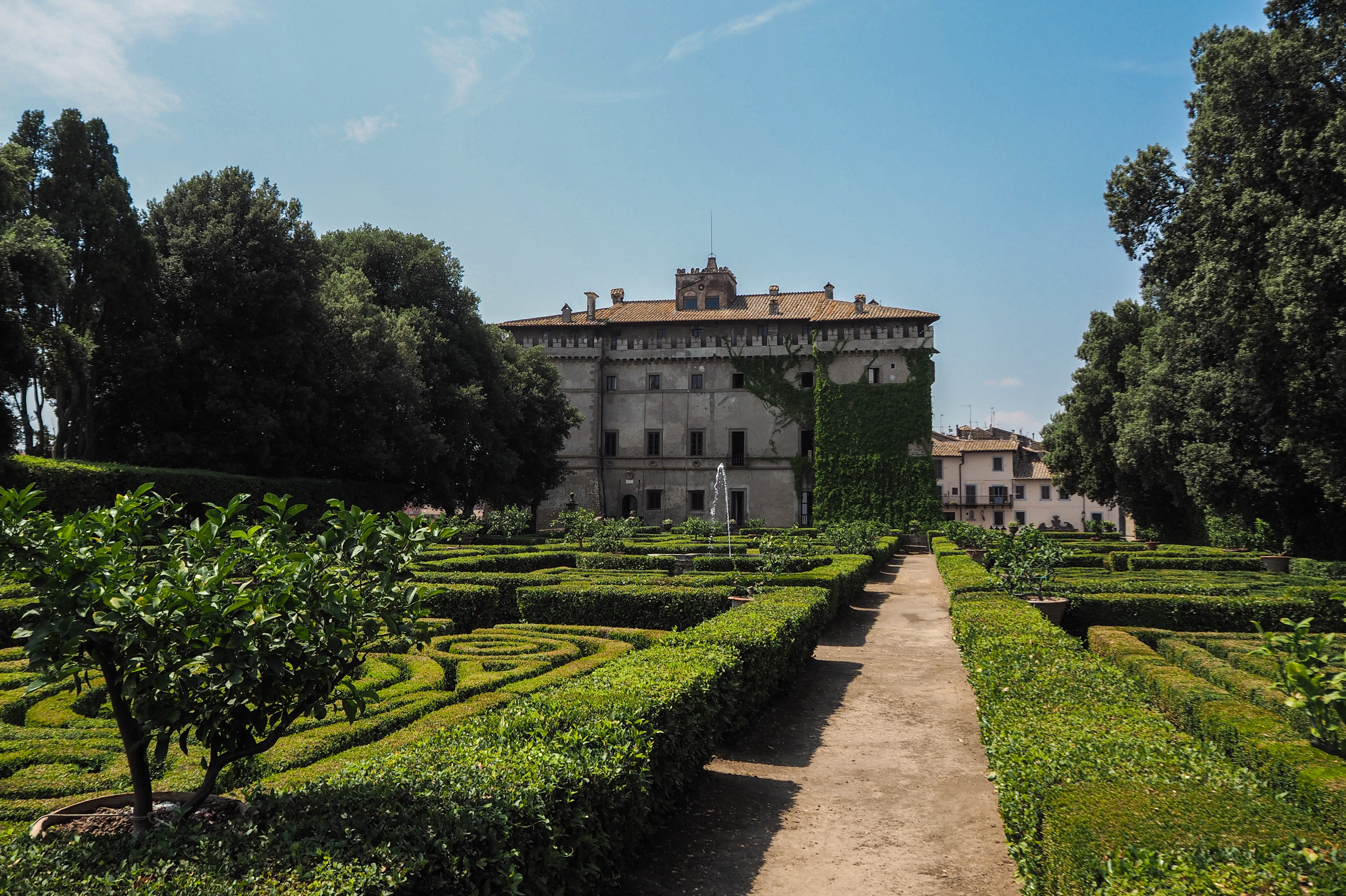
Castello Ruspoli a Vignanello

Ortensia Farnese (... – Vignanello, 1582) è stata una nobildonna italiana.

## Biografia
Era figlia di Beatrice Farnese (?-1583) di Pier Bertoldo I, signore di Montalto e signore di Latera, e di Antonio Baglioni di Siena. 
Sposò nel 1531 Sforza Marescotti di Bologna, che trovandosi come consigliere al servizio di papa Paolo III, ebbe in sposa sua nipote. Ortensia ricevette dalla madre per testamento nel 1536 il castello di Vignanello, con la clausola di proseguirne l'edificazione ad opera di Antonio da Sangallo il Giovane ed eleggendo esecutori testamentari i cardinali Giovanni Salviati, Niccolò Ridolfi e Alessandro Farnese. Il papa conferì alla nipote il titolo comitale elevando a contea Vignanello.
Il marito Sforza, dal quale ebbe due figlie Alfonso e Beatrice Marescotti, venne ucciso nel castello da Ortensia nel 1538 con un attizzatoio da camino. Nel 1539 si risposò con Girolamo dei conti di Marsciano. Nel 1545 Ortensia rimase vedova e nel maggio 1549 sposò il conte Ranuccio Baglioni. Costui rimase ucciso per mano di un carpentiere nel 1553. 
Ortensia morì nel 1582 lasciando come erede universale il figlio Alfonso Marescotti. Venne sepolta nel 1584 nella cappella di famiglia nella chiesa di San Girolamo della Carità a Roma.